# Panoweaver
Easypano Panoweaver（イージーパノ パノウィーバー）は、Easypanoが開発しているパノラマ写真を編集するソフトウェアである。

## 概要
主にパノラマ写真作成としての役割を担うソフトウェアとして、魚眼レンズ（全周魚眼画像、ドラム形魚眼画像、対角魚眼画像）で撮影した写真や、通常の写真をつなぎ合わせた写真、立方体画像（上下、前後、天地の360度パノラマ）、広角ズームレンズ画像（水平視角75度以上）などを取り込んでパノラマイメージとして表示でき、出力できる。
Webデザイン、不動産、印刷業界などあらゆる画像分野で使用され、パノラマ分野では最古的な存在である。主にパノラマ写真などの加工に適し、マッチングポイントなどを自動的に配布することによって、写真をパノラマ化することができる。

## 歴史
2001年、中国・上海に設立されたEasypanoは、VRコンテンツを作られることを目指し、バーチャルツアーソフトとソリューションを開発する事業を展開し、Panoweaverを開発した。2011年9月まで、取引先が160ヶ国、30000社/人を超えた。

## 主要機能
| 機能                                                                         | Panoweaver Std | Panoweaver Pro |
| ---------------------------------------------------------------------------- | -------------- | -------------- |
| 自動的にスティッチ: マウスでボタンをクリックすることでパノラマ写真を作成する | はい           | はい           |
| 広角/普通画像をスティッチ                                                    | はい           | はい           |
| 360度円周魚眼をスティッチ                                                    | はい           | はい           |
| ドラム魚眼をスティッチ                                                       | はい           | はい           |
| フルフレーム魚眼をスティッチ                                                 | はい           | はい           |
| Raw現像をスティッチ                                                          | -              | はい           |
| 六枚のキューブ写真をスティッチ                                               | はい           | はい           |
| 2つのスティッチエンジンを選択する                                            | はい           | はい           |
| マスク機能を利用する                                                         | -              | はい           |
| マッチングポイントを調節する                                                 | はい           | はい           |
| パノラマサイズをカスタムする                                                 | はい           | はい           |
| プレビュー: 大きいサイズを作成する前、小さいサイズを作成してプレビューできる | はい           | はい           |
| マルチ行パノラマ: 垂直と水平両方を作成する                                   | はい           | はい           |
| 大きいサイズパノラマ: 大量の写真で大きいサイズのパノラマを作成する           | はい           | はい           |
| JPEG、TIFF 、PNG、RAW現像、BMPソース写真をサポート                           | はい           | はい           |
| パノラマ写真をJPEG、TIFF 、BMP、PNG、 PSDフォーマットに保存する              | はい           | はい           |
| Photoshop 大きいドキュメント(.psb) をサポート                                | はい           | はい           |
| 16ビット写真をサポート                                                       | はい           | はい           |
| スティッチテンプレート:パラメーターを保存し、再利用する。                    | はい           | はい           |
| FlashパノラマVRを出力する                                                    | はい           | はい           |
| HTML5パノラマVRを出力する                                                    | はい           | はい           |
| Quick TimeVRを出力する                                                       | はい           | はい           |
| 複数枚のパノラマ写真を一括に作成する                                         | -              | はい           |
| 複数のパノラマVRを一括に出力する                                             | -              | はい           |
| 一枚の球体パノラマを六枚のキュービックパノラマに変換する                     | はい           | はい           |
| 複数の球体パノラマをキュービックパノラマに一括に変換する                     | -              | はい           |
| HDR画像を作成する                                                            | -              | はい           |
| 露光不足、露光過度などを解消する                                             | -              | はい           |
| Google/bing地図と連携する                                                    | はい           | はい           |
| URL連携                                                                      | はい           | はい           |
| 惑星型パノラマ写真を作成する                                                 | -              | はい           |
| 視角を変える（惑星型パノラマビューになる）                                   | -              | はい           |
| 経緯度情報を書き込む                                                         | はい           | はい           |
| 地面を編集する                                                               | はい           | はい           |
| パノラマVRにホットスポットを挿入する                                         | はい           | はい           |
| 背景音声を挿入する                                                           | -              | はい           |

## 関連文献
- Jacobs, Corinna - Interactive Panoramas: Techniques for Digital Panoramic Photography ISBN 3-540-21140-3
- Andrews, Philip - 360 Degree Imaging: The Photographers Panoramic Virtual Reality Manual ISBN 2-88046-732-2